# Danh sách bài hát và nhạc hiệu của Giải vô địch bóng đá thế giới
Các bài hát và nhạc hiệu của Giải vô địch bóng đá thế giới là những ca khúc và bài hát được sử dụng chính thức làm khởi động cho sự kiện này, cùng với lời nhắc ý nghĩa về các sự kiện cũng như các chiến dịch quảng cáo cho Cúp Thế giới, đem đến cho các ca sĩ nổi tiếng trên thế giới.
Các bài hát được lựa chọn thường có đa ngôn ngữ sử dụng tiếng Anh, ngôn ngữ chính thức của quốc gia tổ chức cũng như các ngôn ngữ khác trên thế giới, đáng chú ý nhất là tiếng Tây Ban Nha. Các phiên bản chính thức cũng có kết quả trong phiên bản cover bằng nhiều ngôn ngữ khác bởi các nghệ sĩ gốc hoặc bởi các nghệ sĩ địa phương.

## Bài hát và nhạc hiệu chính thức của FIFA
| Mùa giải | Nước chủ nhà             | Tựa đề                                                                                    | Ngôn ngữ                                           | Nghệ sĩ biểu diễn                                                      | Nhạc sĩ và nhà sản xuất |
| -------- | ------------------------ | ----------------------------------------------------------------------------------------- | -------------------------------------------------- | ---------------------------------------------------------------------- | --- |
| 1990     | Ý                        | "Un'estate italiana" – Bài hát chính thức (phiên bản tiếng Ý)                             | Tiếng Ý                                            | Edoardo Bennato và Gianna Nannini                                      | Giorgio Moroder, Edoardo Bennato Gianna Nannini và Tom Whitlock                                                                                              |
| 1990     | Ý                        | "To Be Number One" – Bài hát chính thức (phiên bản tiếng Anh)                             | Tiếng Anh                                          | Giorgio Moroder Project                                                | Giorgio Moroder, Edoardo Bennato Gianna Nannini và Tom Whitlock                                                                                              |
| 1994     | Hoa Kỳ                   | "Gloryland" – Bài hát chính thức                                                          | Tiếng Anh                                          | Daryl Hall và Sounds of Blackness                                      | Charlie Skarbek và Rick Blaskey |
| 1998     | Pháp                     | "La Copa de la Vida (The Cup of Life)" – Bài hát chính thức                               | Tiếng Anh Tiếng Tây Ban Nha                        | Ricky Martin                                                           | Desmond Child, Luis Gómez-Escolar và Robi Rosa |
| 1998     | Pháp                     | "La Cour des Grands (Do You Mind If I Play)" – Nhạc hiệu chính thức                       | Tiếng Pháp Tiếng Anh                               | Youssou N'Dour và Axelle Red                                           | |
| 2002     | Hàn Quốc · Nhật Bản      | "Boom" – Bài hát chính thức                                                               | Tiếng Anh                                          | Anastacia                                                              | Anastacia và Glen Ballard |
| 2002     | Hàn Quốc · Nhật Bản      | "Let's Get Together Now" – Bài hát địa phương chính thức                                  | Tiếng Hàn Tiếng Nhật                               | Voices of KOREA/JAPAN                                                  | Daisuke Kawaguchi, Kim Hyung-Suk, Yoshimitsu Sawamoto, Kiyoshi Matsuo và Lena Park                                                                           |
| 2002     | Hàn Quốc · Nhật Bản      | "Anthem" – Nhạc hiệu chính thức                                                           | Không có (Nhạc không lời)                          | Vangelis                                                               | Vangelis / Takkyu Ishino |
| 2006     | Đức                      | "The Time of Our Lives" – Bài hát chính thức                                              | Tiếng Anh Tiếng Tây Ban Nha                        | Il Divo hợp tác với Toni Braxton                                       | Jörgen Elofsson và Steve Mac |
| 2006     | Đức                      | "Zeit dass sich was dreht (Celebrate The Day)" – Nhạc hiệu chính thức                     | Tiếng Anh Tiếng Đức Tiếng Pháp Tiếng Bambara       | Herbert Grönemeyer hợp tác với Amadou & Mariam                         | Herbert Grönemeyer |
| 2010     | Nam Phi                  | "Waka Waka" – Bài hát chính thức                                                          | Tiếng Anh Tiếng Tây Ban Nha Tiếng Xhosa Tiếng Fang | Shakira hợp tác với Freshlyground                                      | Shakira, J. hill, Kojidie và Ze Bell Jean Paul |
| 2010     | Nam Phi                  | "Game On" – Bài hát linh vật chính thức                                                   | Tiếng Anh                                          | Pitbull, TKZee và Dario G                                              | |
| 2010     | Nam Phi                  | "Sign of a Victory" – Nhạc hiệu chính thức                                                | Tiếng Anh                                          | R. Kelly hợp tác với ca sĩ tâm linh Soweto                             | R. Kelly |
| 2014     | Brasil                   | "We Are One (Ole Ola)" – Bài hát chính thức                                               | Tiếng Anh Tiếng Bồ Đào Nha Tiếng Tây Ban Nha       | Pitbull hợp tác với Jennifer Lopez và Claudia Leitte                   | Jennifer Lopez, Claudia Leitte, Pitbull Thomas Troelsen, Danny Mercer, Sia Furler Lukasz Gottwald, Henry Walter và RedOne                                    |
| 2014     | Brasil                   | "Tatu Bom de Bola" – Bài hát linh vật chính thức                                          | Tiếng Bồ Đào Nha                                   | Arlindo Cruz                                                           | Arlindo Cruz |
| 2014     | Brasil                   | "Dar um Jeito (We Will Find a Way)" – Nhạc hiệu chính thức                                | Tiếng Anh Tiếng Bồ Đào Nha Tiếng Tây Ban Nha       | Carlos Santana hợp tác với Wyclef Jean, Avicii và Alexandre Pires      | Alexandre Pires, Arash Pournouri Rami Yacoub, Carl Falk, Tim Bergling Arnon Woolfson, Diogo Vianna và Wyclef Jean                                            |
| 2018     | Nga                      | "Live It Up" – Bài hát chính thức                                                         | Tiếng Anh                                          | Nicky Jam hợp tác với Will Smith và Era Istrefi                        | Nicky Jam, Will Smith, Era Istrefi, Diplo, Jean-Baptiste, Quavious Marshall, Jocelyn Donald, The Picard Brothers, Juan Diego Medina Vélez và Michael McHenry |
| 2022     | Qatar                    | "Hayya Hayya (Better Together)" – Bài hát từ album chính thức                             | Tiếng Anh                                          | Trinidad Cardona, Davido và AISHA                                      | Davido, Trinidad Cardona RedOne |
| 2022     | Qatar                    | "Arhbo" – Bài hát từ album chính thức                                                     | Tiếng Tây Ban Nha Tiếng Pháp                       | Ozuna, GIMS và RedOne                                                  | RedOne, Ozuna và GIMS |
| 2022     | Qatar                    | "Arhbo (phiên bản tiếng Ả Rập)" – Phiên bản quảng cáo Ooredoo                             | Tiếng Ả Rập                                        | Nasser Al-Kubaisi, Ayed và Haneen Hussein                              | Hameed Al-Bloushi và RedOne |
| 2022     | Qatar                    | "The World Is Yours To Take" – Bài hát từ album chính thức và 0nhạc hiệu Budweiser        | Tiếng Anh                                          | Tears for Fears hợp tác với Lil Baby                                   | Roland Orzabal, Ian Stanley, Chris Hughes,Dominique Jones, Kevin Andre Price, Jacquez Lowe, Jordan Holt-May và Joshua I. Parker                              |
| 2022     | Qatar                    | "Light The Sky" – Bài hát từ album chính thức                                             | Tiếng Anh                                          | Nora Fatehi, Balqees, Rahma Riad, Manal và RedOne                      | RedOne, Pat Devine, Adil Khayat, Kamikaz, Steph và Aditya Prateek Singh Sisodia                                                                              |
| 2022     | Qatar                    | "Tukoh Taka" – Bài hát từ album chính thức và 0nhạc hiệu chính thức của FIFA Fan Festival | Tiếng Anh Tiếng Tây Ban Nha Tiếng Ả Rập            | Nicki Minaj, Maluma và Myriam Fares                                    | |
| 2022     | Qatar                    | "Dreamers" – Bài hát từ album chính thức                                                  | Tiếng Anh Tiếng Ả Rập                              | Jung Kook (hợp tác với Fahad Al Kubaisi trong phiên bản MV chính thức) | Jung Kook, Mustapha El Ouardi, Pat Devine và RedOne |
| 2026     | Canada · México · Hoa Kỳ | "FIFA World Cup 26 Theme Song"                                                            | Không có (Nhạc không lời)                          |                                                                        | Zachary Aaron Golden |

## Bài hát và nhạc hiệu khác
| Mùa giải | Nước chủ nhà        | Tựa đề                                                                           | Ngôn ngữ | Nghệ sĩ biểu diễn                                                               | Nhạc sĩ và nhà sản xuất |
| -------- | ------------------- | -------------------------------------------------------------------------------- | --- | ------------------------------------------------------------------------------- | --- |
| 1958     | Thụy Điển           | "VM Marsch"                                                                      | Không có (Nhạc không lời)                                                                                         | Radioorkestern và Ban nhạc Quân đội Hoàng gia Thụy Điển                         | |
| 1962     | Chile               | "El Rock del Mundial"                                                            | Tiếng Tây Ban Nha                                                                                                 | Los Ramblers                                                                    | Jorge Rojas Astorga |
| 1966     | Anh                 | "World Cup Willie (Where in this World are We Going)"                            | Tiếng Anh | Lonnie Donegan                                                                  | |
| 1970     | México              | "Fútbol México 70"                                                               | Tiếng Tây Ban Nha                                                                                                 | Los Hermanos Zavala                                                             | Roberto do Nascimento |
| 1974     | Tây Đức             | "Fussball Ist Unser Leben"                                                       | Tiếng Đức | Đội tuyển bóng đá quốc gia Đức                                                  | |
| 1974     | Tây Đức             | "Futbol"                                                                         | Tiếng Anh Tiếng Đức Tiếng Nga Tiếng Tây Ban Nha Tiếng Ba Lan                                                      | Maryla Rodowicz                                                                 | Jonasz Kofta, Leszek Bogdanowicz |
| 1978     | Argentina           | "El Mundial" – Được biết đến với bài hát chính thức                              | Không có (Nhạc không lời)                                                                                         | Dàn nhạc giao hưởng thành phố Buenos Aires                                      | Ennio Morricone |
| 1982     | Tây Ban Nha         | "El Mundial" – Được biết đến với bài hát chính thức                              | Tiếng Tây Ban Nha                                                                                                 | Plácido Domingo                                                                 | |
| 1986     | México              | "El mundo unido por un balón" – Được biết đến với bài hát chính thức             | Tiếng Tây Ban Nha                                                                                                 | Juan Carlos Abara                                                               | Juan Carlos Abara |
| 1986     | México              | "A Special Kind of Hero" – Nhạc phim tài liệu chính thức                         | Tiếng Anh | Stephanie Lawrence                                                              | Rick Wakeman |
| 1986     | México              | "Hot Hot Hot"                                                                    | Tiếng Anh | Arrow                                                                           | Alphonsus Cassell và Leston Paul |
| 1990     | Ý                   | "Za Ayi Neyi" – Nhạc phim tài liệu                                               | | Les Têtes Brulées                                                               | |
| 1994     | Hoa Kỳ              | "We Are the Champions" – Bài hát từ album chính thức                             | Tiếng Anh | Queen                                                                           | Freddie Mercury |
| 1994     | Hoa Kỳ              | "Two Billion Hearts" – Nhạc phim tài liệu                                        | Tiếng Anh | Gary Stockdale                                                                  | Lalo Schifrin, Marie Cain và Gary Stockdale                                                                                             |
| 1998     | Pháp                | "Carnaval de Paris"                                                              | Không có (Nhạc không lời)                                                                                         | Dario G                                                                         | Dario G |
| 1998     | Pháp                | "Together Now"                                                                   | Tiếng Anh Tiếng Tây Ban Nha                                                                                       | Jean Michel Jarre và Tetsuya Komuro                                             | Jean Michel Jarre, Tetsuya Komuro và Olivia Lufkin                                                                                      |
| 2002     | Hàn Quốc · Nhật Bản | "Live For Love United" – Bài hát từ album chính thức                             | Tiếng Anh Tiếng Pháp                                                                                              | Peabo Bryson                                                                    | Peabo Bryson |
| 2006     | Đức                 | "Hips Don't Lie" (Bamboo Mix) – Bài hát từ album chính thức                      | Tiếng Anh Tiếng Tây Ban Nha                                                                                       | Shakira hợp tác với Wyclef Jean                                                 | Jerry Duplessis, Omar Alfanno và LaTavia Parker                                                                                         |
| 2006     | Đức                 | "Love Generation" – Được biết đến với bài hát linh vật chính thức                | Tiếng Anh | Bob Sinclar hợp tác với Gary Pine                                               | Duane Harden, Christophe le Friant, Gary Pine, Jay Woodhouse, JG Schreiner và Alain Wisniak                                             |
| 2006     | Đức                 | "Stand Up!" – Bài hát chủ đề chính thức của nhà vô địch                          | Tiếng Anh | Patrizio Buanne                                                                 | Jacques Morali, Henri Belolo, Wolfgang Boss, Nicole Tyler                                                                               |
| 2006     | Đức                 | "Arriba, Arriba"                                                                 | Tiếng Tây Ban Nha                                                                                                 | Ana Bárbara, Mariana Seoane, Anaís Martínez, Pablo Montero                      | |
| 2010     | Nam Phi             | "Wavin' Flag" –Bài hát quảng cáo Coca-Cola                                       | Tiếng Anh | K'naan                                                                          | K'naan, Ebrahim Dhooma, Bruno Mars, Philip Lawrence và Jean Daval                                                                       |
| 2010     | Nam Phi             | "Wavin' Flag" – Phiên bản Mix Lễ kỷ niệm bằng tiếng Tây Ban Nha                  | Tiếng Anh Tiếng Tây Ban Nha                                                                                       | K'Naan, David Bisbal                                                            | |
| 2010     | Nam Phi             | "Wavin' Flag" – Phiên bản Mix Lễ kỷ niệm bằng tiếng Ả Rập                        | Tiếng Anh Tiếng Ả Rập                                                                                             | K'Naan, Nancy Ajram                                                             | |
| 2010     | Nam Phi             | "Oh Africa" – Bài hát từ album chính thức – Bài hát quảng cáo Pepsi              | Tiếng Anh | Akon, Keri Hilson                                                               | |
| 2014     | Brasil              | "La La La (Brasil 2014)" – Bài hát từ album chính thức                           | Tiếng Anh Tiếng Bồ Đào Nha Tiếng Tây Ban Nha                                                                      | Shakira hợp tác với Carlinhos Brown                                             | Shakira, Carlinhos Brown, Jay Singh, Lukasz Gottwald Mathieu Jomphe-Lepine, Max Martin Henry Walter, Raelene Arreguin, John J Conte Jr. |
| 2014     | Brasil              | "The World Is Ours" – Bài hát quảng cáo Coca-Cola                                | Tiếng Anh | David Correy, Aloe Blacc, Ira Losco, Monobloco                                  | |
| 2014     | Brasil              | "The World Is Ours" – Phiên bản tiếng Ả Rập                                      | Tiếng Ả Rập | Nancy Ajram, Cheb Khaled                                                        | |
| 2014     | Brasil              | "La Copa de Todos" – Bản phối bài hát quảng cáo Coca-Cola bằng tiếng Tây Ban Nha | Tiếng Tây Ban Nha Tiếng Anh                                                                                       | David Correy, Paty Cantú, Wisin, Monobloco                                      | |
| 2014     | Brasil              | "Magic in the Air"                                                               | Tiếng Pháp | Magic System, Chawki                                                            | Magic System (A'Salfo, Manadja, Goudé và Tino), RedOne, Ahmed Chawki                                                                    |
| 2014     | Brasil              | "Assaf 360"                                                                      | Tiếng Ả Rập Tiếng Anh                                                                                             | Mohammed Assaf                                                                  | |
| 2018     | Nga                 | "Colors" – Bài hát quảng cáo Coca-Cola                                           | Tiếng Anh Tiếng Tây Ban Nha Tiếng Ả Rập:- (phiên bản Ả Rập Xê Út) (phiên bản Ai Cập) (phiên bản Maroc) Tiếng Urdu | Jason Derulo, Maluma, Aseel, Lil Eazy, Tamer Hosny, Douzi, Qurat-ul-Ain Balouch | Jason Derulo, Jamie Sanderson, Nija Charles, Ishmael Sadiq Montague, Geoffrey Earley, Diamond Platnumz, Sermstyle, ISM                  |
| 2018     | Nga                 | "Komanda 2018" (Команда 2018, Team 2018)                                         | Tiếng Nga | DJ Smash hợp tác với Egor Kreed và Polina Gagarina                              | DJ Smash |
| 2018     | Nga                 | "United by Love"                                                                 | Tiếng Anh, Tiếng Tây Ban Nha, Tiếng Nga                                                                           | Natalia Oreiro                                                                  | Ettore Grenci, Sonia Molina, Diego Córdoba                                                                                              |
| 2018     | Nga                 | "I'm the One"                                                                    | Tiếng Anh | DJ Khaled hợp tác với Justin Bieber, Quavo, Chance the Rapper và Lil Wayne      | DJ Khaled, Justin Bieber, Quavo, Chance the Rapper, Lil Wayne, Nic Nac, Poo Bear, Bobby Brackins, David Park, August 08                 |
| 2018     | Nga                 | "Love"                                                                           | Tiếng Anh, Tiếng Tây Ban Nha                                                                                      | Gianluca Vacchi và Sebastián Yatra                                              | Gianluca Vacchi, Sebastián Yatra |
| 2018     | Nga                 | "Ramenez la coupe à la maison" – Bài hát của đội tuyển Pháp                      | Tiếng Pháp | Vegedream                                                                       | Vegedream, Ken "Evasion" Bora |
| 2022     | Qatar               | "MLK É LUZ, AL RIHLA" – Bài hát bóng thi đấu chính thức 'Al Rihla' của Adidas    | Tiếng Bồ Đào Nha                                                                                                  | MC Kekel                                                                        | MC Kekel DJ Luck Muzic |
| 2022     | Qatar               | "A Kind of Magic" – Bài hát quảng cáo Coca-Cola                                  | Tiếng Anh Tiếng Ả Rập                                                                                             | Danna Paola, Felukah, Tamtam                                                    | Roger Taylor, David Richards |
| 2022     | Qatar               | "Yet to Come" – Bài hát quảng cáo Hyundai                                        | Tiếng Hàn Tiếng Anh                                                                                               | BTS                                                                             | Dan Gleyzer, J-Hope, Max, Pdogg, RM và Suga                                                                                             |
| 2022     | Qatar               | "C.H.A.M.P.I.O.N.S" – Bài hát quảng cáo Qatar Airways                            | Tiếng Ả Rập Tiếng Tây Ban Nha Tiếng Anh                                                                           | DJ Rodge, Cheb Khaled                                                           | |
| 2022     | Qatar               | "Tahayya"                                                                        | Tiếng Ả Rập Tiếng Anh                                                                                             | Humood và Maher Zain                                                            | Humood Maher Zain Hamzah Jamjoom Ahmed AlYafie Talal                                                                                    |
| 2022     | Qatar               | "Be Like Him"                                                                    | Tiếng Trung | Namewee Priscilla Abby                                                          | |
| 2022     | Qatar               | "Ya Gamila"                                                                      | Tiếng Ả Rập Tiếng Anh Tiếng Trung                                                                                 | Namewee Yasin Sulaiman                                                          | |
| 2022     | Qatar               | "Ezz Al Arab"                                                                    | Tiếng Ả Rập Tiếng Anh                                                                                             | Wegz                                                                            | |
| 2022     | Qatar               | "World Cup"                                                                      | Tiếng Anh | IShowSpeed                                                                      | Darren Watkins Jr. Joe Grasso Ryan Wage                                                                                                 |
| 2022     | Qatar               | "Muchachos, ahora nos volvimos a ilusionar" – Bài hát của đội tuyển Argentina    | Tiếng Tây Ban Nha                                                                                                 | La Mosca Tsé - Tsé                                                              | |
| 2022     | Qatar               | "The Business"                                                                   | Tiếng Anh | Tiësto                                                                          | Được sử dụng trước trận đấu, giữa lúc kết thúc nghi thức quốc ca và tiếng còi bắt đầu trận đấu                                          |

## Nhạc chủ đề phát thanh, truyền hình
| Mùa giải | Nước chủ nhà        | Đơn vị phát thanh, truyền hình | Tựa đề | Ngôn ngữ                             | Nghệ sĩ biểu diễn                                                               | Nhạc sĩ và nhà sản xuất |
| -------- | ------------------- | ------------------------------ | --- | ------------------------------------ | ------------------------------------------------------------------------------- | --- |
| 1970     | México              | BBC                            | "Mexico Grandstand" |                                      | Syd Lawrence                                                                    | Syd Lawrence |
| 1970     | México              | ITV                            | "The World at their Feet" |                                      | John Shakespeare                                                                | John Shakespeare |
| 1974     | Tây Đức             | BBC                            | "Striker" |                                      | The Anthony King Orchestra                                                      | Benson và Lewis |
| 1974     | Tây Đức             | ITV                            | "Lap of Honour" |                                      | Dàn nhạc Sân vận động Luân Đôn                                                  | |
| 1978     | Argentina           | BBC                            | "Argentine Melody (Cancion de Argentina)" |                                      | San Jose hợp tác với Rodriguez Argentina                                        | Andrew Lloyd Webber |
| 1978     | Argentina           | ITV                            | "Action Argentina" |                                      | Đội South Bank                                                                  | |
| 1982     | Tây Ban Nha         | BBC                            | "Jellicle Ball" |                                      | Dàn nhạc giao hưởng Hoàng gia                                                   | Andrew Lloyd Webber |
| 1982     | Tây Ban Nha         | ITV                            | "Matador" |                                      | Jeff Wayne                                                                      | Jeff Wayne |
| 1986     | México              | BBC                            | "Aztec Lightning" |                                      | Heads                                                                           | |
| 1986     | México              | ITV                            | "Aztec Gold" |                                      | Silsoe                                                                          | Rod Argent |
| 1990     | Ý                   | Toàn cầu                       | "Un'estate italiana (To Be Number One)" – Bài hát chính thức                                                                                           | Tiếng Ý Tiếng Anh                    | Edoardo Bennato và Gianna Nannini (tiếng Ý) Giorgio Moroder Project (tiếng Anh) | Edoardo Bennato, Giorgio Moroder, Gianna Nannini và Tom Whitlock |
| 1990     | Ý                   | BBC\| "Nessun dorma"           | | Luciano Pavarotti                    | Giacomo Puccini                                                                 | |
| 1990     | Ý                   | ITV                            | "Tutti al Mondo" |                                      | Rod Argent và Peter Van Hooke                                                   | |
| 1994     | Hoa Kỳ              | Toàn cầu                       | "Gloryland" – Bài hát chính thức | Tiếng Anh                            | Daryl Hall và Sounds of Blackness                                               | Charlie Skarbek và Rick Blaskey |
| 1994     | Hoa Kỳ              | BBC                            | "America" |                                      |                                                                                 | Leonard Bernstein & Stephen Sondheim |
| 1994     | Hoa Kỳ              | ITV                            | "Gloryland" | Tiếng Anh                            | Daryl Hall và Sounds of Blackness                                               | Charlie Skarbek và Rick Blaskey |
| 1998     | Pháp                | Toàn cầu                       | Không có tiêu đề hoặc không rõ |                                      |                                                                                 | |
| 1998     | Pháp                | BBC                            | "Pavane" |                                      | Fauré                                                                           | |
| 1998     | Pháp                | ITV                            | "Rendez-Vous" |                                      | Jean-Michel Jarre và Apollo 440                                                 | |
| 2002     | Hàn Quốc · Nhật Bản | Global                         | "Anthem" – Nhạc hiệu chính thức | Không có (Nhạc không lời)            | Vangelis                                                                        | Vangelis / Takkyu Ishino |
| 2002     | Hàn Quốc · Nhật Bản | BBC                            | "Tarantula" |                                      | Faithless                                                                       | Maxi Jazz, Sister Bliss và Rollo |
| 2002     | Hàn Quốc · Nhật Bản | ITV                            | "One Fine Day" | Tiếng Ý                              | Opera Babes                                                                     | |
| 2002     | Hàn Quốc · Nhật Bản | Univision                      | "Vamos Al Mundial" | Tiếng Tây Ban Nha                    | Jennifer Peña                                                                   | Claudia Garcia |
| 2002     | Hàn Quốc · Nhật Bản | Sat.1                          | "This Is My Time" | Tiếng Anh                            | Sasha                                                                           | Grant Michael B., Cosmo Klein, Kai Kumpann, Pomez di Lorenzo, Pete Boyd Smith, Sascha Schmitz, Grant Michael B. |
| 2006     | Đức                 | Toàn cầu                       | Không có tiêu đề hoặc không rõ |                                      |                                                                                 | |
| 2006     | Đức                 | ARD                            | "A Place to Crash" | Tiếng Anh                            | Robbie Williams                                                                 | |
| 2006     | Đức                 | BBC                            | "Sports Prepare" | Tiếng Anh                            | BBC Concert Orchestra & BBC Singers                                             | Carl Davis, chuyển thể từ tác phẩm "See the Conquering Hero Comes" của George Frideric Handel |
| 2006     | Đức                 | ITV                            | ""Heroes"" | Tiếng Anh                            | Kasabian                                                                        | David Bowie & Brian Eno |
| 2010     | South Africa        | Toàn cầu                       | Không có tiêu đề hoặc không rõ |                                      |                                                                                 | |
| 2010     | South Africa        | ARD                            | "Come Back As Heroes" | Tiếng Anh                            | The Parlotones                                                                  | |
| 2010     | South Africa        | BBC                            | "Rainbow Nation" | Tiếng Anh                            | The Dallas Guild                                                                | |
| 2010     | South Africa        | ESPN ABC                       | ESPN World Cup/Euros Theme | Nhạc không lời                       | Joel Stevenett                                                                  | Lisle Moore Judd Maher |
| 2010     | South Africa        | France Télévisions             | Allez Ola Olé | Tiếng Pháp                           | Jessy Matador                                                                   | Hugues Ducamin Jacques Ballue |
| 2010     | South Africa        | ITV                            | "When You Come Back" | Tiếng Anh                            | Vusi Mahlasela                                                                  | |
| 2010     | South Africa        | NHK                            | "Tamashii Revolution" | Tiếng Nhật                           | Superfly                                                                        | Superfly |
| 2010     | South Africa        | RTL                            | "Helele" | Tiếng Zulu                           | Velile & Safri Duo                                                              | Jean Kluger, Daniel Vangarde, Velile Mchunu, Hardy Krech, Mark Nissen, Tonekind |
| 2010     | South Africa        | ZDF                            | "Marchin On" | Tiếng Anh                            | OneRepublic & Timbaland                                                         | Ryan Tedder |
| 2014     | Brasil              | Toàn cầu                       | Không có tiêu đề hoặc không rõ, (Althogout được công chúng biết đến với cái tên "Oea Song" vì sự nổi bật của một người phụ nữ hát "OEA" trong bài hát) |                                      |                                                                                 | |
| 2014     | Brasil              | ARD                            | "Auf uns" | Tiếng Đức                            | Andreas Bourani                                                                 | Andreas Bourani, Tom Olbrich, Julius Hartog, Peter "Jem" Seifert |
| 2014     | Brasil              | BBC                            | "Another Star" | Stevie Wonder                        | Stevie Wonder                                                                   | |
| 2014     | Brasil              | beIN Sports                    | "Time of Our Lives" | Tiếng Ả Rập Tiếng Pháp Tiếng Anh     | Ahmed Chawki                                                                    | RedOne |
| 2014     | Brasil              | ESPN ABC                       | ESPN World Cup/Euros Theme | Nhạc không lời                       | Joel Stevenett                                                                  | Lisle Moore Judd Maher |
| 2014     | Brasil              | Hub Network                    | "All Night" | Tiếng Anh                            | Icona Pop                                                                       | Aino Jawo & Caroline Hjelt |
| 2014     | Brasil              | ITV                            | "Brazil" | Tiếng Bồ Đào Nha                     | Thiago Thomé                                                                    | |
| 2014     | Brasil              | NHK                            | "NIPPON" | Tiếng Nhật                           | Ringo Sheena                                                                    | Ringo Sheena |
| 2014     | Brasil              | Univision                      | "Adrenalina" | Tiếng Tây Ban Nha                    | Wisin, Ricky Martin và Jennifer Lopez                                           | Juan Luis Morera, José Torres và Carlos E. Ortiz |
| 2014     | Brasil              | ZDF                            | "Love Runs Out" | Tiếng Anh                            | OneRepublic                                                                     | Ryan Tedder, Brent Kutzle, Drew Brown, Zach Filkins, Eddie Fisher |
| 2018     | Nga                 | Toàn cầu                       | "Living Football" – Nhạc hiệu FIFA mới | Không có (Nhạc không lời)            | Hans Zimmer & Lorne Balfe                                                       | Hans Zimmer & Lorne Balfe |
| 2018     | Nga                 | ARD                            | "Zusammen" | Tiếng Đức                            | Die Fantastischen Vier hợp tác với Clueso                                       | Andreas Rieke, Michael B. Schmidt, Thomas Dürr, Michael DJ Beck, Thomas Burchia, Samy Sorge, Michael Kurth, Conrad Hensel, Florian Renner, Ricco Schoenebeck, Toni Oliver Schoenebeck DJ Thomilla, Conrad Hensel, Hitnapperz |
| 2018     | Nga                 | BBC                            | "BBC World Cup Theme 2018" – Nhạc hiệu chủ đề tự sản xuất của BBC                                                                                      |                                      |                                                                                 | |
| 2018     | Nga                 | beIN Sports                    | "One World" | Tiếng Anh                            | RedOne, Adelina và Now United                                                   | RedOne |
| 2018     | Nga                 | Fox Sports                     | “Where Angels Fear to Tread” | Nhạc không lời                       | Kirill Richter                                                                  | |
| 2018     | Nga                 | Fox Sports                     | "FOX Sports FIFA World Cup Theme" | Nhạc không lời                       | Pete Calandra                                                                   | Pete Calandra |
| 2018     | Nga                 | ITV                            | "Swan Lake" | Nhạc không lời                       | Julius Reisinger                                                                | Pyotr Ilyich Tchaikovsky |
| 2018     | Nga                 | NHK                            | "VOLT-AGE" | Tiếng Nhật Tiếng Anh                 | Suchmos                                                                         | YONCE, Suchmos |
| 2018     | Nga                 | Telemundo                      | "Positivo" | Tiếng Tây Ban Nha                    | J Balvin                                                                        | Michael Brun |
| 2018     | Nga                 | Telemundo                      | "Sueño de Campeones" | Nhạc không lời/Hợp xướng Tây Ban Nha | Yoav Goren                                                                      | Yoav Goren |
| 2018     | Nga                 | ZDF                            | "The Bravest" | Tiếng Anh                            | Sir Rosevelt                                                                    | |
| 2022     | Qatar               | Toàn cầu                       | "Qatar 2022 Theme" | Nhạc không lời                       | Zachary Aaron Golden                                                            | Zachary Aaron Golden |
| 2022     | Qatar               | Abema/TV Asahi                 | "Isseino Kassai" | Japanese                             | LiSA                                                                            | Halle/Haneru Takeuch, LiSA |
| 2022     | Qatar               | ARD                            | "One" | Tiếng Anh                            | U2                                                                              | Bono, Daniel Lanois, Brian Eno |
| 2022     | Qatar               | Azteca                         | Ulayeh | Spanish Arabic                       | Sebastián Yatra                                                                 | RedOne, Sebastián Yatra, Nouamane Belaiachi, Hector Caleb Lopez, Manuel Lorente Freire |
| 2022     | Qatar               | BBC                            | Không có tiêu đề | Tiếng Anh                            |                                                                                 | Callum Rankine |
| 2022     | Qatar               | FOX Sports                     | "FOX Sports FIFA World Cup Theme" | Nhạc không lời                       | Pete Calandra                                                                   | Pete Calandra |
| 2022     | Qatar               | FOX Sports                     | "Olé" | Tiếng Anh Tiếng Tây Ban Nha          | ENISA                                                                           | |
| 2022     | Qatar               | Fuji TV                        | "Jump" | Tiếng Nhật                           | Lilas Ikuta                                                                     | |
| 2022     | Qatar               | ITV                            | "Around the World in 80 Days OST Main Theme" | Nhạc không lời                       | Dàn nhạc giao hưởng thành phố Praha                                             | |
| 2022     | Qatar               | NHK                            | "Stardom" | Tiếng Nhật                           | King Gnu                                                                        | King Gnu |
| 2022     | Qatar               | RTVE                           | "Toke" | Tiếng Tây Ban Nha                    | Chanel                                                                          | |
| 2022     | Qatar               | Telemundo                      | "Aeropuerto" | Tiếng Tây Ban Nha                    | Camilo                                                                          | |
| 2022     | Qatar               | Telemundo                      | "Sueño de Campeones" | Nhạc không lời/Hợp xướng Tây Ban Nha | Yoav Goren                                                                      | Yoav Goren |
| 2022     | Qatar               | Televen                        | "Vamos al Mundial" | Tiếng Tây Ban Nha                    | Juan Miguel, Victor Muñoz, Luis Leal                                            | |
| 2022     | Qatar               | TUDN                           | "Vamos a Qatar" | Tiếng Tây Ban Nha                    | Los Bukis                                                                       | |
| 2022     | Qatar               | ZDF                            | "Dance All Over Me" | Tiếng Anh                            | George Ezra                                                                     | George Ezra, Joel Pott |

## Nhạc hiệu ra sân
| Mùa giải | Nước chủ nhà        | Âm nhạc                                                            | Ghi chú                                                     |
| -------- | ------------------- | ------------------------------------------------------------------ | ----------------------------------------------------------- |
| 1994     | Hoa Kỳ              | "FIFA Anthem"                                                      |                                                             |
| 1998     | Pháp                | "FIFA Anthem"                                                      |                                                             |
| 2002     | South Korea · Japan | "2002 FIFA World Cup Anthem"                                       |                                                             |
| 2006     | Đức                 | "FIFA Anthem"                                                      |                                                             |
| 2010     | Nam Phi             | "FIFA Anthem"                                                      |                                                             |
| 2014     | Brasil              | "FIFA Anthem"                                                      |                                                             |
| 2018     | Nga                 | "Living Football" (Nhạc hiệu FIFA mới)                             | Khi quốc kỳ của cả hai đội và cờ hiệu FIFA được đưa vào sân |
| 2018     | Nga                 | "Seven Nation Army (Nhạc không lời)"                               | Khi cầu thủ và trọng tài vào sân                            |
| 2022     | Qatar               | "It's Time-Pierre Caillot" "Qatar 2022 Concept K (Cờ hiệu mở đầu)" | Khi quốc kỳ của cả hai đội được đưa vào sân                 |
| 2022     | Qatar               | "Arhbo (Nhạc hiệu ra sân của FIFA)"                                | Khi cầu thủ và trọng tài vào sân                            |

## Album chính thức
- 1994 – Gloryland World Cup USA 94
- 1998 – Music of the World Cup: Allez! Ola! Ole!
- 2002 – The Official Album of the 2002 FIFA World Cup
- 2006 – Voices from the FIFA World Cup
- 2010 – Listen Up! The Official 2010 FIFA World Cup Album
- 2014 – One Love, One Rhythm – The 2014 FIFA World Cup Official Album
- 2018 – Không phát hành (Có một playlist bài hát: FIFA World Cup Russia 2018 Official Playlist)[70]
- 2022 – FIFA World Cup Qatar 2022 Official Soundtrack
- 2026 – The Official FIFA World Cup 26 Host City Themes[71][72]